# Comitê Científico sobre Pesquisa Antártica
O Comitê Científico sobre Pesquisa Antártica (em inglês: Scientific Committee On Antarctic Research; sigla: SCAR) é um orgão interdisciplinar do Conselho Internacional para Ciência (ICSU). Foi estabelecido em Fevereiro de 1958 para continuar a coordenação internacional das atividades científicas antárticas que tinham começado durante o Ano Geofísico Internacional de 1957-58. SCAR é encarregado de iniciar, desenvolver e coordenar a pesquisa científica na região antártica. A atividade científica do SCAR é conduzida por seus Grupos Científicos Permanentes. O SCAR também fornece aconselhamento científico às Reuniões Consultivas do Tratado Antártico e organizações sobre questões de ciência e conservação afetando a gestão da Antártica e o Oceano Antártico. Neste papel, o SCAR tem feito numerosas recomendações sobre grande variedade de assuntos, muitos dos quais têm sido incorporados aos instrumentos do Tratado Antártico.
O SCAR se reúne a cada dois anos para conduzir suas atividades administrativas na Reunião de Delegados do SCAR. Um Comitê Executivo eleito a partir dos delegados é responsável pela administração do dia-a-dia do SCAR através do seu Secretariado no Instituto de Pesquisa Polar Scott em Cambridge, Inglaterra. O Comitê Executivo compreende o Presidente e quatro Vice-Presidentes. O Secretariado do SCAR é dotado de um Diretor Executivo, um Oficial Executivo e um assistente administrativo.
O SCAR também possui, antes da Reunião dos Delegados, uma Conferência de Ciência Aberta importante para atrair atenção para as questões antárticas junto a reuniões dos Grupos Científicos Permanentes que são projetadas para finalizar os programas de Ciência para aprovação eventual pelos Delegados.
Em 2002 receberam o prestigioso Prêmio Príncipe de Astúrias de Cooperação Internacional